# Ichthyobodiasis
Ichthyobodiasis oder Costiasis ist eine Fischkrankheit die durch das Geißeltierchen Ichthyobodo necator ausgelöst wird, das früher Costia necatrix oder auch Ichthyobodo necatrix genannt wurde. Vielfach wird die Krankheit noch mit dem alten Namen bezeichnet. Die Geißeltierchen sind Haut- und Kiemenparasiten die häufig zusammen mit Bakteriellen- und Pilzinfektionen vorkommen. Die Krankheit kann bei der Zierfischhaltung (Aquaristik) schwere Schäden am Fischbesatz verursachen und in Aquakulturen zu schweren wirtschaftlichen Einbußen führen.

## Erreger von Ichthyobodiasis
Ichthyobodo necator und Ichtyobodo pyriformis sind die häufigsten Vertreter der am Fisch auftretenden Gruppe dieser Parasiten. Ichthyobodo necator ist ein bohnenförmiger, nur 10–20 μm langer und 6–10 μm  breiter, heterotropher Flagellat (Geißeltierchen) aus dem Reich der Protozoen und zählt zu den Hauttrübern. Er kann auf der Haut, den Kiemen und den Flossen vorkommen und ernährt sich durch Abweiden des Zellgewebes befallener Fische, die als Reaktion vermehrt Schleim absondern. Er kann die Wirtszellen so stark schädigen, dass diese durch den fortwährenden Verlust von Zellgewebe absterben und der Parasit, im Anschluss daran, eine neue, gesunde Zelle befällt. Ichthyobodo necator ist ein obligater Parasit, d. h. er benötigt zum Überleben einen Wirt, um sich dann durch Längsteilung zu vermehren. Findet er während seiner Schwärmerphase im freien Wasser, auf der Suche nach einem Fischwirt, innerhalb eines Zeitraumes von ein bis zwei Stunden keinen Wirt, stirbt der Parasit ab.

## Infektion
Ichthyobodo necator ist wirtsunspezifisch und kann weltweit sowohl eine Vielzahl von Warm- und Kaltwasserfischarten infizieren, als auch Amphibien. Es kommt primär in Süßwasser vor, einige Arten leben aber auch in Salzwasser. Jungfische sind besonders anfällig, obwohl auch ältere Fische parasitiert werden können. Der Parasit wird meist direkt von Fisch zu Fisch übertragen, wobei subklinisch parasitierte Fische das größte Reservoir für Ichthyobodo necator darstellen. Obwohl er zu den Parasiten gehört, die permanent an Fischen vorzufinden sind, ernährt er sich größtenteils von abgestorbenen Zellen der Fische. Für den befallenen, gesunden Fisch stellt er zu diesem Zeitpunkt keine Gefahr dar, da dieser aufgrund seiner Immunabwehr sehr gut mit dem Parasiten zurechtkommt und Ichthyobodo necator nur einen sehr kurzen Lebenszyklus hat. Ichthyobodo necator ist allerdings ein klassischer Schwächeparasit, der nur darauf wartet, dass sein Wirt durch andere Umstände geschwächt wird. Jungfische sind besonders anfällig, obwohl auch ältere Fische parasitiert werden können. Dieser Moment löst einen Massenbefall aus, der, unentdeckt oder unbehandelt, zu einer sehr hohen Mortalitätsrate führt. Für Jungfische oder Brut ist Ichthyobodo necator extrem gefährlich und führt beim Nachwuchs unweigerlich zum Tode. Seine Übertragung erfolgt durch direkten Kontakt oder mittels seiner Fähigkeit, sich im Wasser frei schwimmend einen neuen Wirt zu suchen.
Karpfen oder Karpfenartige können im Verlauf ihres Lebens eine Resistenz gegen diesen Parasiten entwickeln, sind jedoch im Jungfischalter sehr anfällig gegen Ichthyobodo.

## Krankheitsverlauf
Zum Ausbruch einer Krankheit, die durch einen Massenbefall von Ichthyobodo necator ausgelöst wird, kommt es ausschließlich bei einem Überbesatz und generell schlechten Wasserparametern, die mit dem Überbesatz einhergehen. Erste Anzeichen für einen Befall mit diesem Parasiten ist ein schmieriger, grauer Belag auf der Hautoberfläche des Fisches bis hin zur Hauttrübung. Im weiteren Verlauf kommt es zu einer Zerstörung der Schleimschicht beim Fisch mit auffallender, fetzenartiger Ablösung der Schleimhaut. Ist die obere Epithelschicht einmal zerstört, dringt der Parasit nun in tiefere Gewebeschichten ein, gefolgt von wuchernden und blutenden Geschwüren bis hin zu Löchern, die durch das Bakterium Aeromonas hydrophilia verursacht werden, welches Ichthyobodo necator auch an seinen Beißwerkzeugen mit sich führt. Gleichzeitig werden die Wunden durch den Wasserschimmelpilz Saprolegnia infiziert und besiedelt. Nachdem die Bakterien in die Blutbahn des Fisches eingedrungen sind, kommt es zu einer Niereninsuffizienz oder Nierenversagen, die es dem Fisch nicht mehr ermöglichen, seinen osmotischen Haushalt zu korrigieren und unweigerlich mit dem Tod enden. Darüber hinaus befällt Ichthyobodo necator das Kiemengewebe des Wirtes und bewirkt durch seine Fraßtätigkeit eine Kiemennekrose. Ichthyobodo necator tritt häufig in Verbindung mit Chilodonella piscicola (Zacharias, 1894) auf, bei dem es sich ebenso um einen echten Schwächeparasiten handelt.

## Behandlung
Eine Behandlung der Ichthyobodiasis wird mit einer Erhöhung der Temperatur auf mindestens 30 Grad Celsius und gleichzeitiger Sauerstoffzugabe über einen Zeitraum von zwei Tagen durchgeführt, die den Parasiten sicher abtöten. Temperaturerhöhungen in diese Bereiche sind allerdings nur bei Warmwasserfischen angeraten. Sofern keine Temperaturerhöhung möglich ist, bietet sich auch eine Badekur mit Acriflavin (Trypaflavin) an. Als Alleinmedikament wird dieses Mittel nur noch selten verwendet, da bereits viele Erreger Resistenzen gebildet haben. In der Regel wird Acriflavin in Heilmitteln als Kombipräparat im einschlägigen Fachhandel als freiverkäufliches Medikament angeboten. Als Einzelwirkstoff ist Acriflavin nur über eine Apotheke zu beziehen. Acriflavin kann:
- das Wasser und Gegenstände aus Kunststoff stark gelblich färben,
- Wasserpflanzen schädigen und/oder abtöten,
- bei bestimmten Fischarten wie Guppys eine Unfruchtbarkeit auslösen,
- Filterbakterien abtöten und eine Neubesiedlung nötig machen.

Jodfreie Salzzugaben von etwa 2 % Salinität können ebenso im Anfangsstadium in Betracht kommen, jedoch nur, sofern nicht bereits eine Schädigung der tieferen Bindegewebe oder Muskulatur vorliegen. Zusätzliche Sauerstoffgabe ist auch hier dringend erforderlich. Eine gesicherte Diagnose und die daraus folgende Behandlung muss aber über einen Tierarzt, bzw. von einer veterinärmedizinischen Untersuchungsstelle gewährleistet sein (bei Nutzfischen).

## Nutzfische
Ichthyobodo gilt als einer der pathogensten flagellaten Protozoen in der Lachskultur. Vor allem bei kleineren Jungfischen kann es eine hohe Sterblichkeit verursachen. Bei Nutzfischen bedingt die sehr geringe Menge zugelassener Medikamente für Lebensmittel liefernde Tiere ein großes Problem der heimischen Teichwirtschaft. Die Pharmaindustrie schreckt aufgrund der hohen Entwicklungskosten und der geringen Gewinnmargen innerhalb der Teichwirtschaft, vor Neuentwicklungen zur Behandlung von parasitären Erkrankungen zurück. Hier gibt es die Möglichkeit auf Braunkohle-Huminstoffe auszuweichen, denen eine antiphlogistische, schleimhautabdeckende, adstringierende, toxinbindende, antibakterielle und viruzide Wirkungen zugeschrieben wird. Weiterhin sind bei Braunkohle-HS Präparaten weder kanzerogene (krebserregende), mutagene, embryotoxische, fetotoxische noch allergene Eigenschaften bekannt. Bei Applikation über das Futter lassen sich keine toxischen Wirkungen ermitteln. Eine Anwendung von BHS soll auch keine Resistenzbildung bewirken (u. a. Eichhorn et al. 1982; Kühnert et al. 1989; Lange et al. 1996; Ziechmann 1996). Eine exakte Diagnose, und der damit verbundene Einsatz von Medikamenten, kann aber auch hier nur durch einen Tierarzt oder entsprechende veterinärmedizinische Untersuchungsstellen erfolgen.